# Ponjanan Barat
Ponjanan Barat is een bestuurslaag in het regentschap Pamekasan van de provincie Oost-Java, Indonesië. Ponjanan Barat telt 4287 inwoners (volkstelling 2010).